# St. Remigius (Homburg-Beeden)

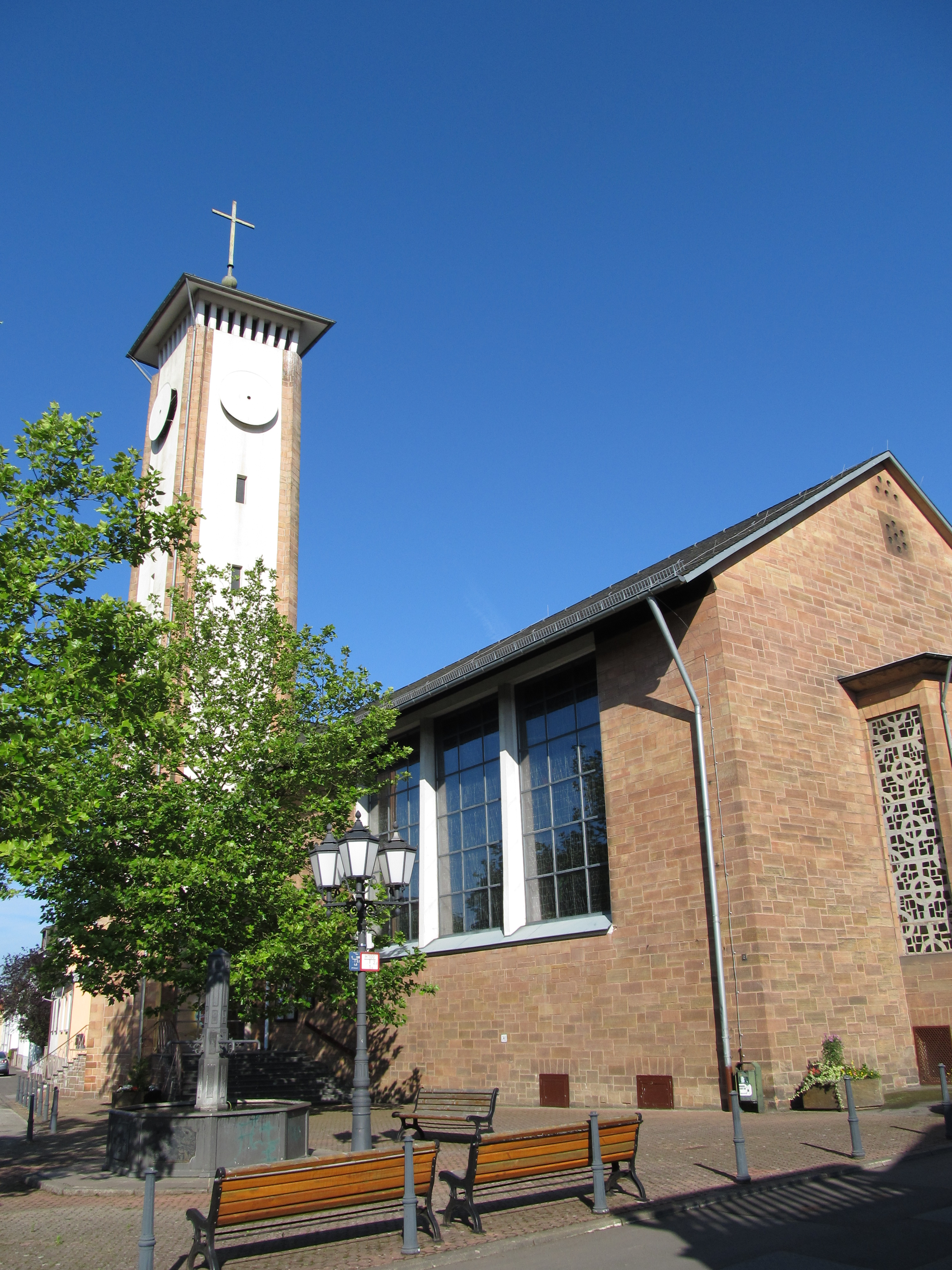
Die Pfarrkirche St. Remigius im Homburger Stadtteil Beeden

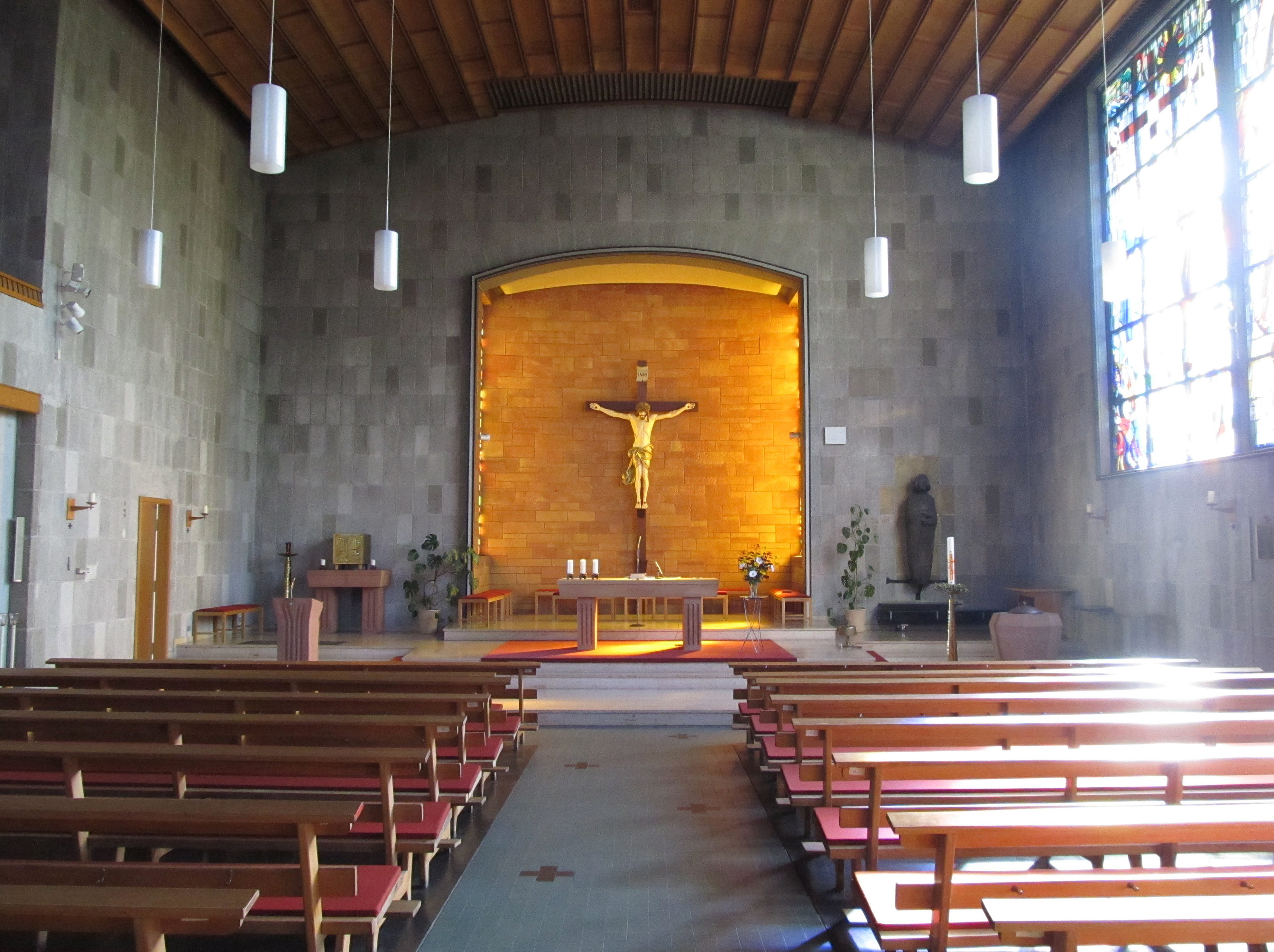
Blick ins Innere der Kirche

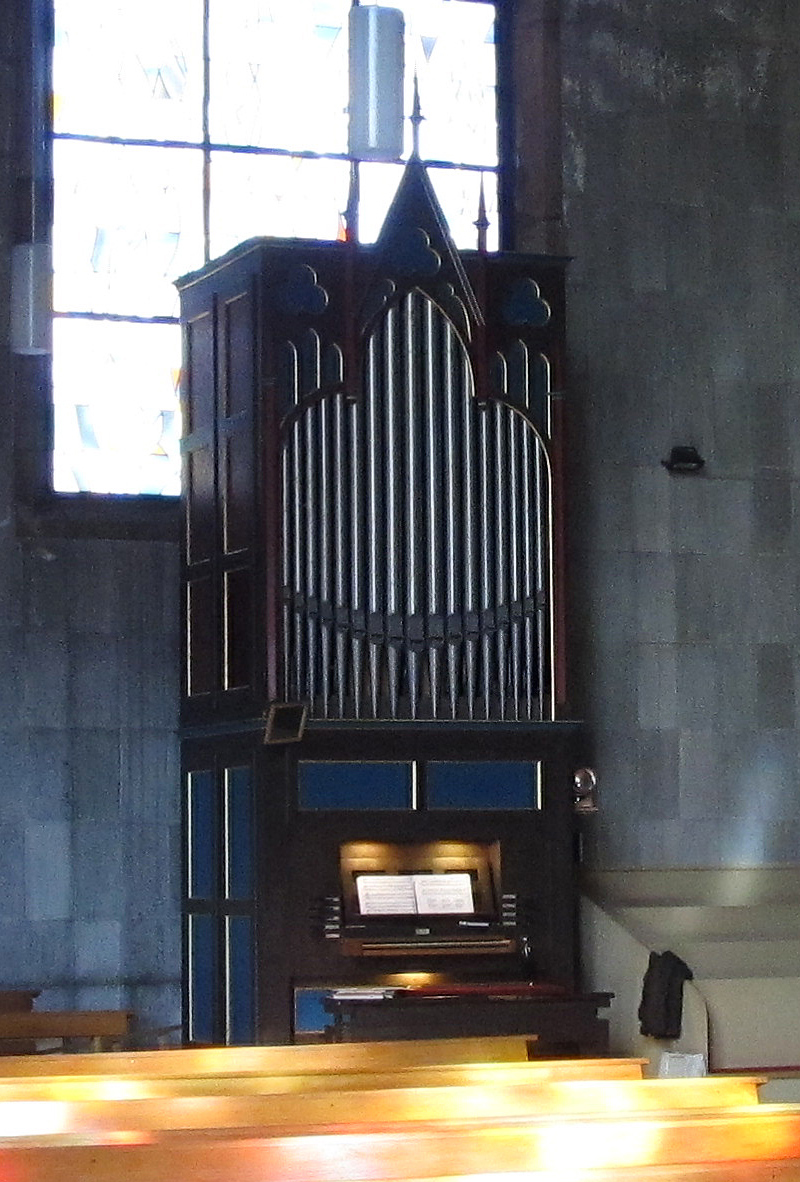
Orgel

Die Kirche St. Remigius ist eine katholische Kirche in Beeden, einem Stadtteil von Homburg, der Kreisstadt des Saarpfalz-Kreises im Saarland. Das Gotteshaus ist Filialkirche der Pfarrei Heiliger Johannes XXIII., Homburg. Kirchenpatron ist der heilige Remigius. In der Denkmalliste des Saarlandes ist die Kirche als Einzeldenkmal aufgeführt.

## Geschichte
Bis 1948 wurden die Katholiken von Beeden und dem benachbarten Schwarzenbach von der Homburger Pfarrei St. Michael, danach von Limbach aus betreut. In Beeden selbst wurde in einer Baracke eine Notkirche eingerichtet, die noch heute zum größten Teil steht.
Am 18. Oktober 1953 erfolgte die Grundsteinlegung für den Bau eines Kirchengebäudes in Beeden. Dekan Greiff, Seelsorger von St. Michael, war der eigentliche Bauherr, aber der langjährige Pfarrer von Limbach und Beeden, Johannes Bechem, leitete praktisch die Bauarbeiten. Gebaut wurde nach Plänen des Beeder Architekten Herbert Lück (von ihm stammen auch die Pläne zu Kirche St. Fronleichnam in Homburg), der im Zweiten Weltkrieg ein Gelübde abgelegt hatte, alles für den Bau einer katholischen Kirche in Beeden zu tun. Zahlreiche Einwohner beteiligten sich unter persönlichem wie auch finanziellem Einsatz am Bau. Alle Steine des Gebäudes wurden im Inneren der Kirche selbst gebrannt. Am 18. Juni 1954 wurde Beeden (mit Schwarzenbach) eine eigene Kirchengemeinde und am 15. November 1954 konnte das Richtfest gefeiert werden. Die Einweihung der Kirche St. Remigius erfolgte am 6. November 1955 durch den Speyrer Bischof Isidor Markus Emanuel.

## Ausstattung
Die großen Kirchenfenster mit der „Kreuzigung“, und „Auferstehung Jesu“ sowie der „Taufe Chlodwig“ durch den Kirchenpatron St. Remigius schuf 1955 der ungarisch-deutsche Architekt und Kirchenfenstermaler György Lehoczky (Saarbrücken).
1986 wurde von Emil Mrowetz Tholey-Überroth für die Kirche eine Statue des St. Remigius aus Holz geschaffen. Dargestellt ist er mit Taufschale und Ölfläschchen.
Das Kreuz im Chorraum wurde der Kirche von der Homburger Pfarrei St. Michael geschenkt.

## Orgel
Die Orgel der Kirche wurde 1987 von der Firma Josef Weimbs Orgelbau (Hellenthal) ursprünglich für die katholische Pfarrkirche Maria Himmelfahrt in Mülheim-Kärlich erbaut. 1999 erfolgte durch die Firma Hugo Mayer Orgelbau (Heusweiler) die Aufstellung dieser Orgel in der Kirche St. Remigius. Das einmanualige Instrument mit eingebautem Spieltisch, das im Kirchenschiff gegenüber dem Altar aufgestellt ist, verfügt über 8 Register und Pedal. Die Windladen sind mechanische Schleifladen.
| I Manual C–g3 |                |        |
| 1.            | Principal      | 8′     |
| 2.            | Rohrflöte      | 8′ B/D |
| 3.            | Octav          | 4′     |
| 4.            | Traversflöte   | 4′     |
| 5.            | Superoctav     | 2′     |
| 6.            | Larigot II     |        |
| 7.            | Sesquialter II |        |

| Pedal C–f1 |         |     |
| 8.         | Subbass | 16′ |

- Koppeln: I/P

## Glocken
Das dreistimmige Geläut in Gloria-Motiv schuf Meister Alfred Paccard aus der gleichnamigen Glockengießerei in Annecy. Sie alle sind aus dem Jahr 1958. Die Glockenstube beinhaltet einen Stahlglockenstuhl, gepaart mit drei geraden Stahljochen, auf dem die Glocken befestigt sind. Zuständig für die Wartungsintervalle ist die Firma Schneider aus Schonach (Schwarzwald), die die Anlage auch aufgebaut hatte. Gemäß der Läuteordnung erklingt das volle Geläut zu fast allen liturgischen Anlässen. Beim Angelus hingegen läutet die kleinste Glocke.
| Nr. | Name                    | Ton | Gussjahr | Gießer, Gussort | Gewicht (kg) |
| --- | ----------------------- | --- | -------- | --------------- | ------------ |
| 1   | Der göttliche Vorsehung | d1  | 1958     | Paccard, Annecy | 1500         |
| 2   | St. Remigius            | e1  | 1958     | Paccard, Annecy | 1000         |
| 3   | St. Johannes Baptist    | g1  | 1958     | Paccard, Annecy | 650          |